# Limnonectes nguyenorum
Espèce
Limnonectes nguyenorum est une espèce d'amphibiens de la famille des Dicroglossidae.

## Répartition
Cette espèce est endémique de la province de Hà Giang dans le nord du Viêt Nam.

## Publication originale
- McLeod, Kurlbaum & Hoang, 2015 : More of the same: a diminutive new species of the Limnonectes kuhlii complex from northern Vietnam (Anura: Dicroglossidae). Zootaxa, no 3947, p. 201–214.